# Made Possible
Albums de The Bad Plus
Never Stop
(2010)
Made Possible est un album de The Bad Plus sorti le 25 septembre 2012. C'est le premier album de The Bad Plus utilisant des instruments de musique électronique.

## Titres
| No | Titre                    | Auteur        | Durée |
| -- | ------------------------ | ------------- | ----- |
| 1. | pound for pound          | Reid Anderson | 6:10  |
| 2. | seven minute mind        | Reid Anderson | 5:37  |
| 3. | re-elect that            | Ethan Iverson | 6:25  |
| 4. | wolf out                 | David King    | 6:06  |
| 5. | sing for a silver dollar | Ethan Iverson | 5:42  |
| 6. | for my eyes only         | David King    | 5:21  |
| 7. | I want to feel good pt 2 | David King    | 3:56  |
| 8. | in stitches              | Reid Anderson | 14:11 |
| 9. | victoria                 | Paul Motian   | 4:18  |